# Apanteles brevimetacarpus
Apanteles brevimetacarpus är en stekelart som beskrevs av Karl-Johan Hedqvist 1965. Apanteles brevimetacarpus ingår i släktet Apanteles och familjen bracksteklar. Inga underarter finns listade i Catalogue of Life.